# طردت من فريق الأبطال
طردت من فريق الأبطال (بالإنجليزية: Banished from the Hero's Party)‏ هي رواية خفيفة يابانية نشرت في أكتوبر 2017 وتم تحويلها لمانغا نشرت في مايو 2018 ومسلسل أنمي عرض في أكتوبر 2021.